# Ihor Honczar
Ihor Wiktorowycz Honczar, ukr. Ігор Вікторович Гончар (ur. 10 stycznia 1993 w Czerniowcach) – ukraiński piłkarz, grający na pozycji obrońcy.

## Kariera piłkarska

### Kariera klubowa
Wychowanek klubu Bukowyna Czerniowce, a potem Szkoły Sportowej w Kijowie, barwy których bronił w juniorskich mistrzostwach Ukrainy (DJuFL). Karierę piłkarską rozpoczął 4 marca 2011 w drużynie rezerw Obołoni Kijów. W 2012 na zasadach wypożyczenia grał w Dynamo-Chmielnicki. Latem 2013 został zaproszony do Szachtara Donieck, ale bronił barw jedynie trzeciej drużyny, a potem młodzieżowej. Latem 2015 został wypożyczony do Howerły Użhorod. 18 lipca 2016 jako wolny agent podpisał kontrakt ze słowackim FK Senica. Po rocznej przerwie 26 stycznia 2018 wrócił do gry zasilając skład Worskły Połtawa. We wrześniu 2018 został wypożyczony do Hirnyka-Sport Horiszni Pławni. 14 sierpnia 2019 przeszedł do FK Lwów.

### Kariera reprezentacyjna
W 2014 występował w młodzieżowej reprezentacji Ukrainy.